# Lenke (Zembowitz)
Lenke, polnisch: Łąka ist eine Ortschaft in Oberschlesien. Lenke liegt in der Landgemeinde Zembowitz (Zębowice) im Powiat Oleski (Kreis Rosenberg O.S.) in der polnischen Woiwodschaft Oppeln.

## Nachbarorte
Nachbarorte von Lenke sind im Nordwesten Koschütz (Kosice), im Norden Radau (Radawie), im Osten Zembowitz (Zębowice) und im Süden Kneja (Knieja).

## Geschichte
Der Ort wurde im Liber fundationis episcopatus Vratislaviensis erstmals urkundlich als „Lanca“ erwähnt. Dieser wurde zwischen 1295 und 1305 verfasst. 1818 zählte der Ort einen Bauern, 17 Gärtner, zwei Vorwerke und zwei Wassermühlen. 1865 bestand Lenke aus den drei Gemeinden Ober-Lenke, Nieder-Lenke und Antheil-Lenke. Ober-Lenke hatte einen Müller, einen Bauern, neun Gärtner und drei Häusler. Nieder-Lenke hatte einen Müller, fünf Gärtner und einen Häusler. Antheil-Lenke hatte einen Gärtner und zwei Häusler.
Bei der Volksabstimmung in Oberschlesien am 20. März 1921 stimmten 137 Wahlberechtigte für einen Verbleib bei Deutschland und 62 für die Zugehörigkeit zu Polen. Lenke verblieb beim Deutschen Reich. Bis 1945 befand sich der Ort im Landkreis Rosenberg O.S.
1945 kam der bisher deutsche Ort unter polnische Verwaltung und wurde in Łąka umbenannt und der Woiwodschaft Schlesien angeschlossen. 1950 kam der Ort zur Woiwodschaft Oppeln und seit 1999 gehört er zum Powiat Oleski. Am 23. Oktober 2007 wurde in der Gemeinde Zembowitz, der Lenke angehört, Deutsch als zweite Amtssprache eingeführt. Am 19. November 2008 erhielt der Ort zusätzlich den amtlichen deutschen Ortsnamen Lenke. Bis Februar 2011 hatte der Ort ein eigenes Schulzenamt, seit dem 1. März 2011 gehört es zum Schulzenamt Radau.

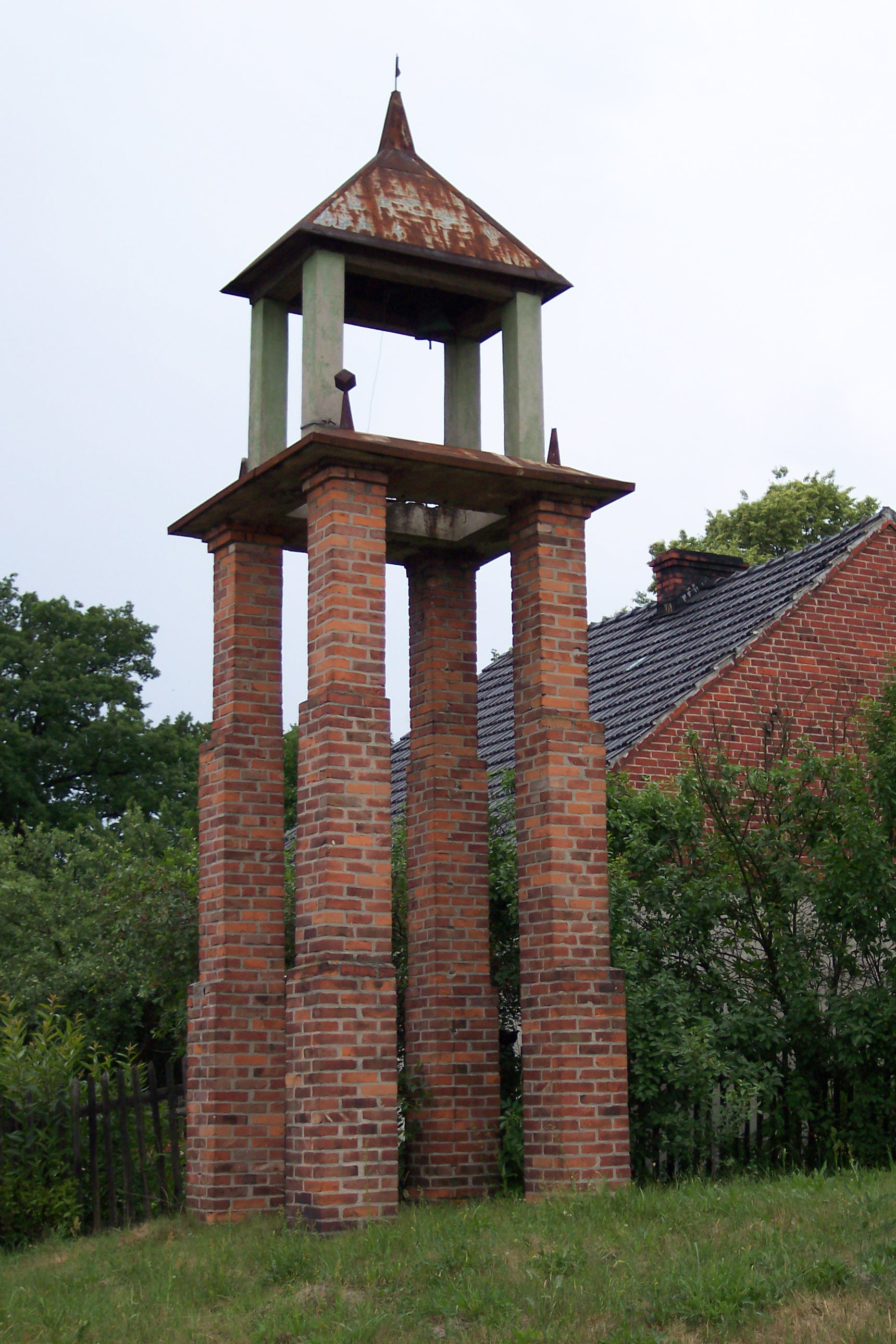
Turm
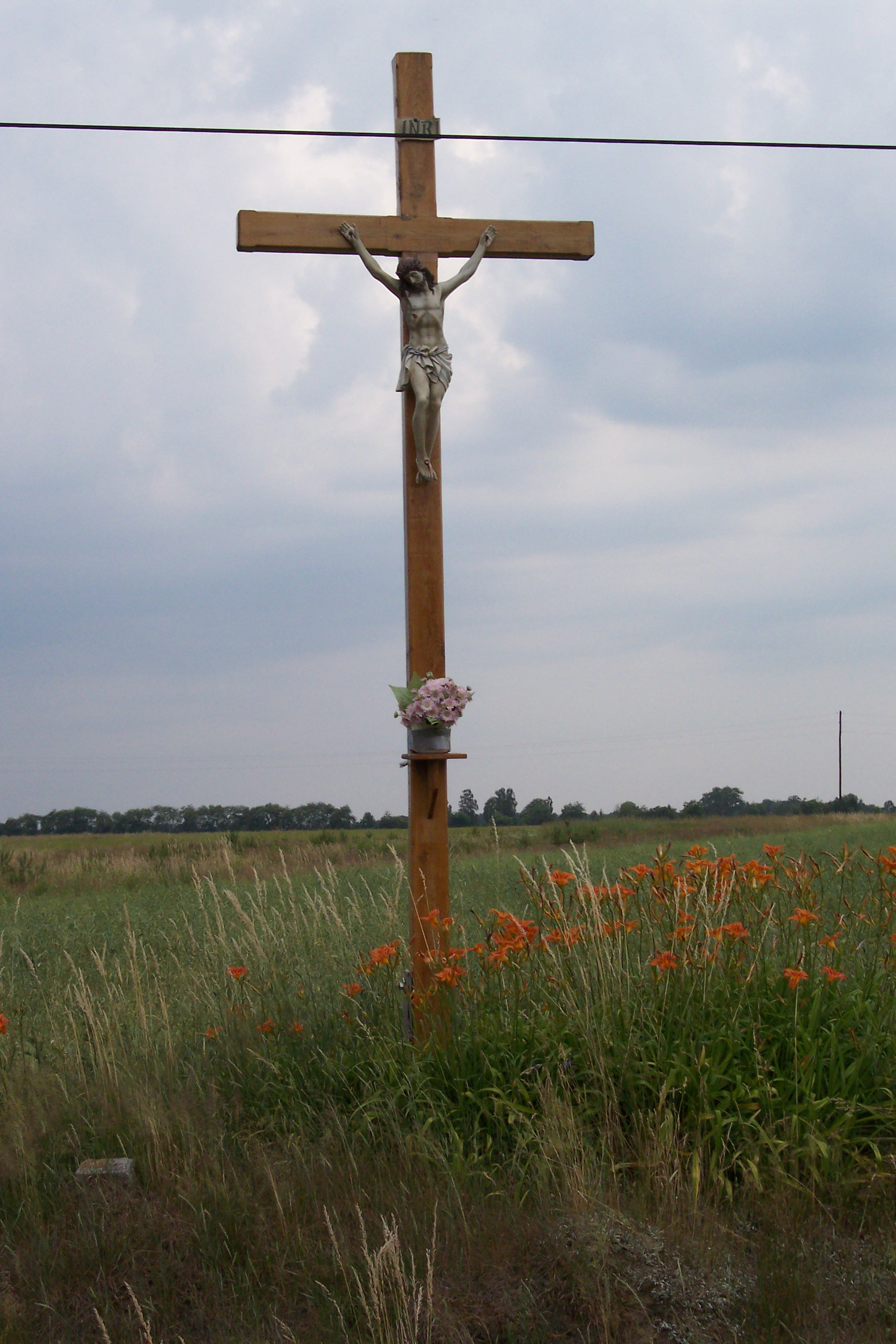
Wegkreuz